# QCad
QCad je computer aided design (CAD) program pro 2D kreslení a náčrty. Je dostupný pod operačními systémy Linux, Mac OS X, Unix a Microsoft Windows. Qcad community edition je uvolněna pod licencí GPL. Předkompilované balíčky jsou dostupné v mnoha linuxových distribucích.
QCad je vyvíjen firmou RibbonSoft. Vývoj QCadu začal v říjnu 1999 a rozšiřoval kód CAM Expertu. Vývoj QCadu 2 začal v květnu 2002 se záměrem udělat QCad produktivnější a příjemnější pro uživatele.
Program je šířen pod licencí GNU/GPL ve variantě zvané community edition která je starší nežli poslední uvolněná verze. Tato varianta je také součástí některých linuxových distribucí.
Z komunitní verze také vznikl klon programu LibreCAD dále vyvíjený nezávisle na RibbonSoft pouze pod GNU/GPL licencí.
Pro ukládání dat do souborů používá QCad textový formát standardu DXF. Nákresy lze exportovat do souborů s řadou dalších bitmapových formátů (jpg, bmp, png a další).